# 50%&50%
『50%&50%』（フィフティー・フィフティー）は日本のアーティスト、hideのソロ2枚目のシングル。

## 概要
- シングル「EYES LOVE YOU」と同時リリース。
- ジャケットは「EYES LOVE YOU」と対になっており、本作は赤色である。
- 対になっているのには秘密があり、目のイラストを繋げるように2枚のジャケットを置き、寄り目にして2つのジャケットを重ね合わせると、目の錯覚で瓶の中にいるhideが浮かび上がる仕掛けになっている。そのため、2005年に発売された hide PERFECT SINGLE BOXのジャケ写は、逆さまになっている。
- オリコンチャート最高位は6位。
- 2007年12月12日にマキシシングル化。「EYES LOVE YOU」「DICE」「TELL ME」と同時リリース。
- 復刻盤の初回盤には、hide直筆のニットキャップを被ったワニのイラストステッカーが封入。[2]
- 2010年4月28日に「hide: The Devolution Project」と題した全11作品のアナログ盤の第1弾としてリリース。[3]

## 収録曲
1. 50%&50%
（作詞：森雪之丞 作曲・編曲：hide）
  - 「EYES LOVE YOU」とともに作詞は森雪之丞。hideは森雪之丞が書いたBOWWOWや布袋寅泰の歌詞のファンであった[4]。
  - アルバム『HIDE YOUR FACE』を携え行われた1994年のライブツアーでは「50%&50%」の演奏中、ツアーメンバーのRANとキスをしている。
2. DOUBT
（作詞・作曲・編曲：hide）
  - 「50%&50%」に大手ジュエリー会社からタイアップの依頼がきて、商品用のフルサイズバージョンとは別に15秒バージョン・30秒バージョンをスケジュールと予算のない中で急遽デモテープを制作した。しかし、広告代理店から突然理由の不明瞭なキャンセルの告知を受けた。hideは激怒し、レポート用紙に歌詞を殴り書きした後、すぐに歌録りを始め、すぐに本楽曲が完成した[5]。
  - エンディングで「徐々に音が小さくなり、やがて無音になり、曲が終わったと思ったその数秒後に最大音量のギターリフが戻ってきて畳み込む様に終わる」構成をhideによって仕掛けた。その演出のために「50%&50%」から通して楽曲全体のデフォルトの音量を敢えて普通の作品の基準より下げている。「他社の楽曲より目立たせたい」音楽プロデューサーとしての視点では考えられない発想だったが、担当したマスタリングエンジニアは「こんなことやる人、他にいませんよ」と言いながら、それとは裏腹に乗り気な態度で作業した[5]。

## 収録アルバム
- HIDE YOUR FACE (#1,2、2曲ともアルバムバージョン)
- hide BEST 〜PSYCHOMMUNITY〜 (#1,2)
- hide SINGLES 〜Junk Story〜 (#1)
- hide PERFECT SINGLE BOX
- “Musical Number” 〜ROCKミュージカル ピンクスパイダー〜 (#1)
- 子 ギャル (#1)